# Édouard Fraisse
Pour les articles homonymes, voir Fraisse (homonymie).
Édouard Charles Fraisse, né le 14 mai 1880 à Beaune et mort le 13 septembre 1945 dans le 14e arrondissement de Paris, est un peintre, sculpteur et médailleur français.

## Biographie
Les œuvres d'Édouard Fraisse sont essentiellement inspirées par le sport.
Il est sociétaire de la Société des artistes français et expose au Salon des artistes français où il reçoit une médaille d'or en 1937. Il est nommé chevalier de la Légion d'honneur en 1929.
Il participa à une compétition artistique aux Jeux olympiques d'été de 1932.

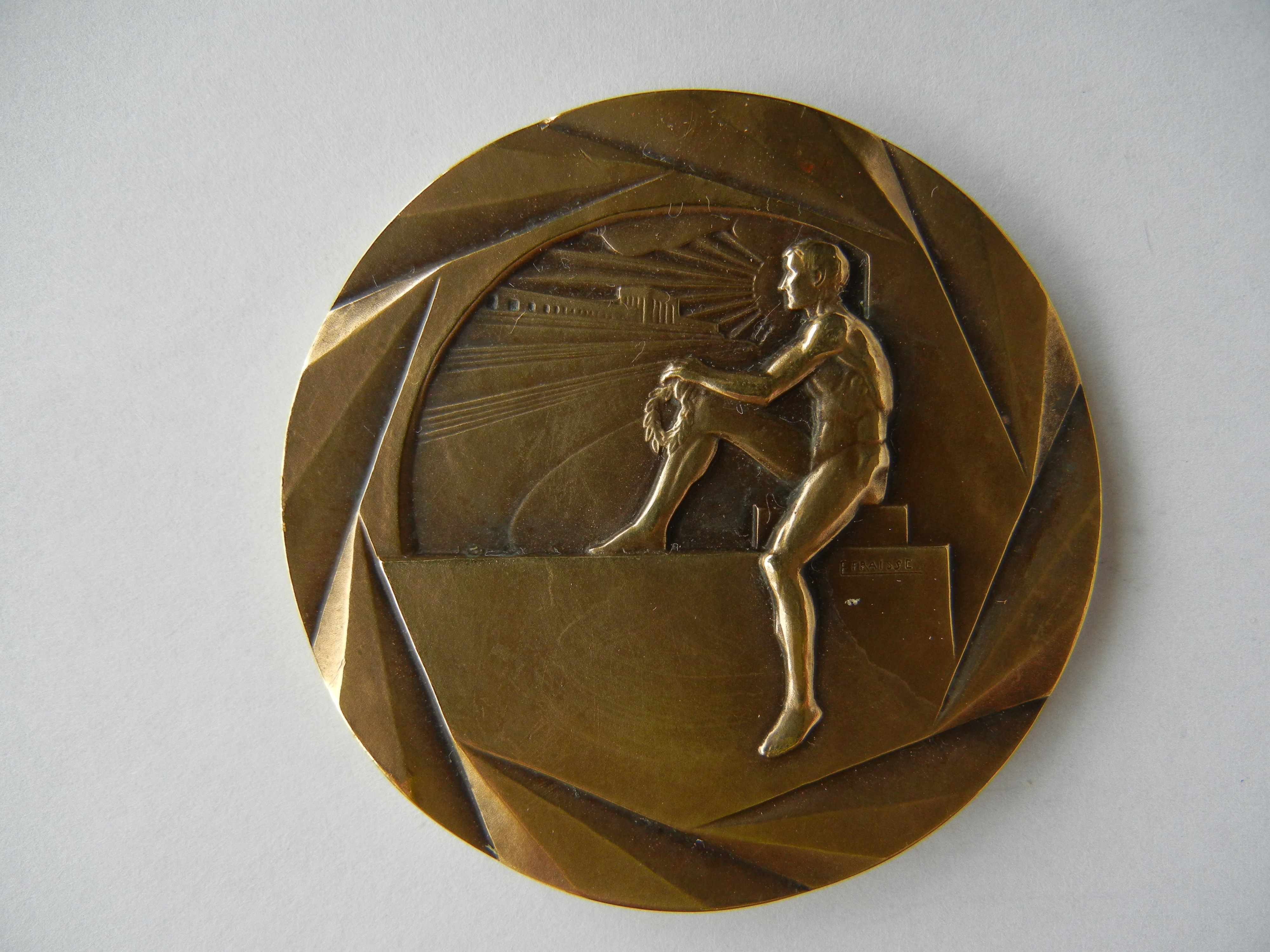
Médaille en bronze

## Œuvres dans les collections publiques
- Beaune, musée des beaux-arts[3]  : 
  - Tonnelier, aquarelle ;
  - Tonnelier, huile sur carton.

## Autres œuvres
Il réalise en 1934 le monument au Docteur Bouley, toujours visible à Beaune sur le Boulevard Jules Ferry.